# Seututie 413
Pour les articles homonymes, voir Route 413.
La route régionale 413 (finnois : Seututie 413) est une route régionale allant de Hartola jusqu'à Sysmä en Finlande.

## Présentation
Orientée Nord-est/Ouest-sud-ouest, la route régionale 413 relie Hartola et Sysmä. 
À Hartola, elle croise la route nationale 4. 
L'arrêt des bus express de Sysmä est situé le long de la Seututie 413.